# Lutetium(III)chloride
Lutetium(III)chloride is het lutetiumzout van zoutzuur, met als brutoformule LuCl3. De stof komt voor als kleurloze tot witte hygroscopische monokliene kristallen, die matig oplosbaar zijn in water. Zuiver lutetium kan worden geëxtraheerd uit lutetium(III)chloride door te verhitten met calcium:
{\displaystyle \mathrm {2\ LuCl_{3}\ +\ 3\ Ca\rightarrow \ 2\ Lu\ +\ 3\ CaCl_{2}} }